# مرکز مطالعات اسلامی آکسفورد

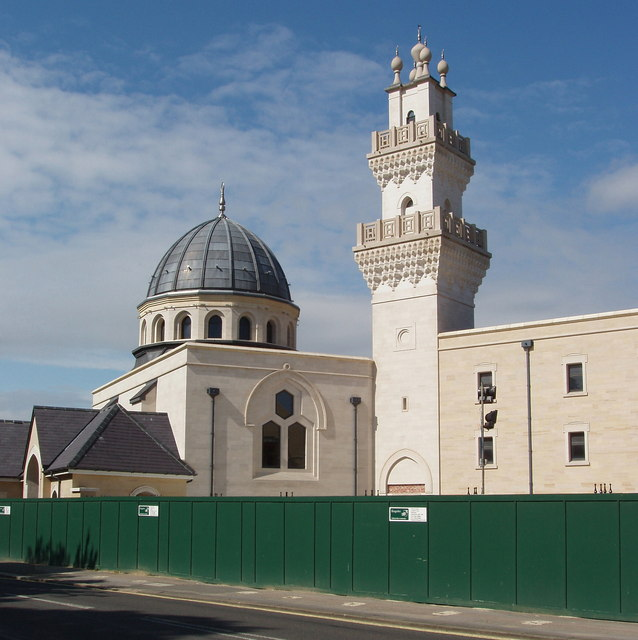
ساختمان مرکز مطالعات اسلامی آکسفورد، بهره‌برداری از سال ۲۰۱۶.

مرکز مطالعات اسلامی آکسفورد (به انگلیسی: Oxford Centre for Islamic Studies) (اختصاری OXCIS) در سال ۱۹۸۵ به عنوان یک مرکز مستقل توسط دانشگاه آکسفورد تأسیس شد که عمدتاً به مطالعه پیشرفته اسلام و جوامع مسلمان تمرکز دارد. حامی این مرکز، شاهزاده ولز است. در سال ۲۰۱۲ ملکه الیزابت دوم به این مرکز منشور سلطنتی اعطا کرد. اداره این مرکز توسط هیئت امنایی متشکل از دانشمندان و دولتمردان سراسر جهان و نمایندگان دانشگاه آکسفورد اداره می‌شود.

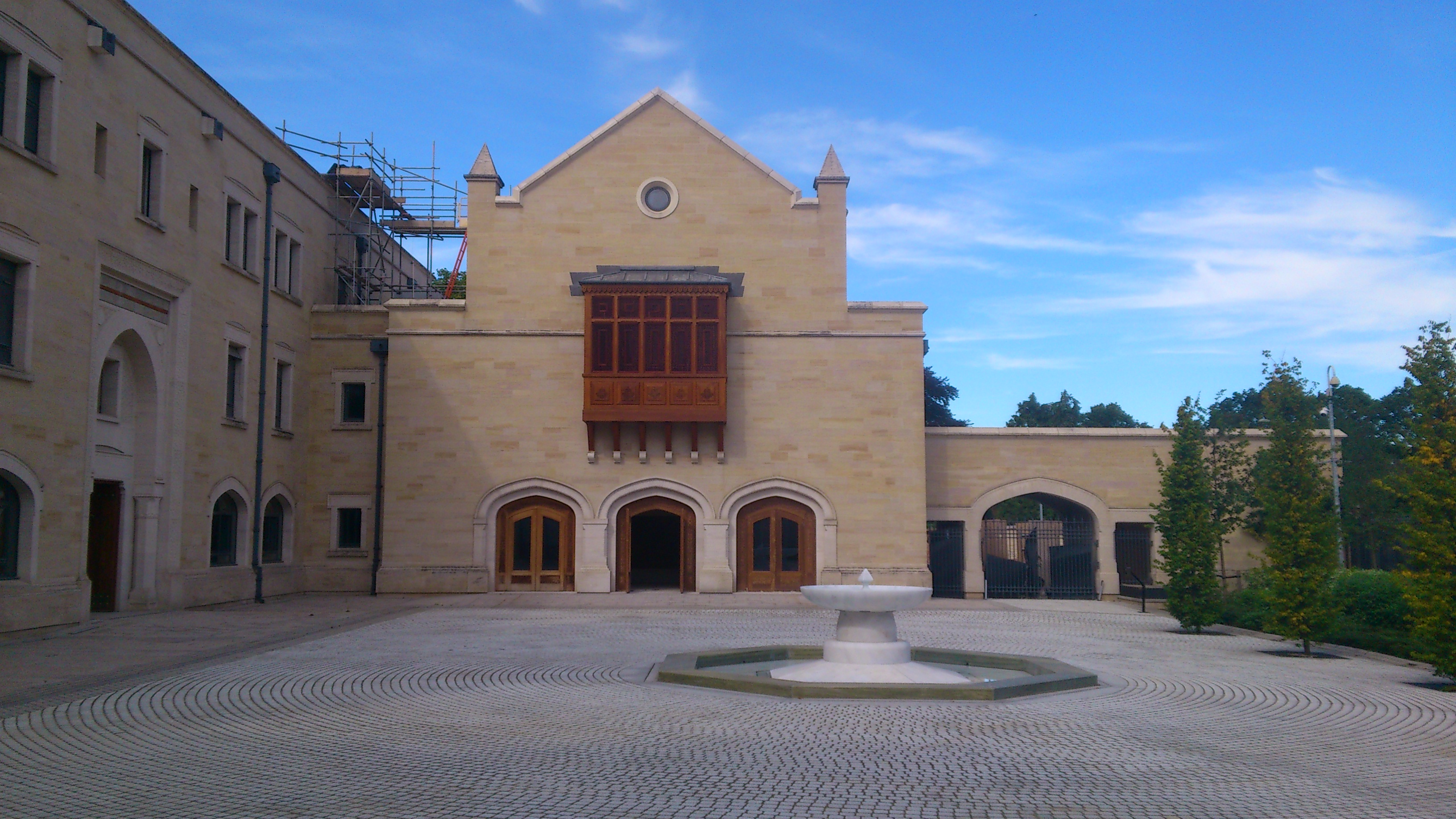
حیاط جلویی مرکز مطالعات اسلامی آکسفورد، آکسفورد.

این مرکز به مطالعه، از منظر چند رشته‌ای، در تمام جنبه‌های فرهنگ و تمدن اسلامی و جوامع مسلمان معاصر اختصاص دارد. همکاران مرکز در بخش‌ها، دانشکده‌ها و کالج‌های مختلف در سراسر دانشگاه فعال هستند. بسیاری از دانشجویان و دانشگاهیان ارشد، در طول سال‌ها، از طریق برنامه‌های بورسیه‌های تحصیلی و بازدید از مرکز به آکسفورد می‌آیند. این مرکز در طول سال تحصیل سخنرانی‌ها، سمینارها، کارگاه‌ها و کنفرانس‌ها، نمایشگاه‌ها و رویدادهای دانشگاهی متنوعی ترتیب می‌دهد.
بسیاری از دولتمردان و دانشمندان برجسته در برنامه ای که در سال ۱۹۹۳ با سخنرانی افتتاحیه شاهزاده ولز، «اسلام و غرب» آغاز شد، در این مرکز سخنرانی کرده‌اند. سخنرانان این مجموعه شامل سران کشورها و دولت‌ها، دانشمندان مشهور بین‌المللی از جهان اسلام و فراتر از آن، دبیران سازمان‌های بین‌المللی از جمله سازمان ملل، سازمان همکاری اسلامی، اتحادیه عرب، یونسکو و کشورهای مشترک المنافع هستند.
این مرکز زندگی خود را در یک کلبه چوبی در خیابان سنت کراس آغاز کرد. سپس در سال ۱۹۹۰ به محل اقامت اداری در خیابان جورج منتقل شد این بنا در سال تحصیلی ۲۰۱۶–۲۰۱۷ به ساختمان جدیدی نقل مکان کرد که توسط معمار مصری، عبدالواحد الوکیل طراحی شده‌است.